# Axxis
Axxis é uma banda de power metal alemã criada em 1988. Seu álbum inicial "Kingdom of the Night", foi o disco de maior sucesso de uma banda de heavy metal na Alemanha na década de 80. A banda foi formada por Bernhard Weiss (vocal e guitarra), Walter Pietsch (guitarra e voz), Werner Kleinhans (baixo) e Richard Michalski (bateria), e logo assinaram com a subsidiária da EMI na Alemanha.

## Biografia
AXXIS tem como característica o som básico do heavy metal iniciado nos anos 70/80, e com o tempo criaram seu estilo próprio de metal com exemplos como "Living In A World", [carece de fontes?]. O estilo único de Bernhard cantar é outra marca registrada dessa aclamada banda de metal alemã. Bernhard diz que o Axxis vem trazendo consigo a tradição de ser uma "simples e pura banda de rock n' roll", sem misturas de outros estilos, pois de acordo com ele nada supera o puro metal.

## Membros
- Bernhard Weiß - Vocal (1988- presente)
- Harry Oellers - Teclado (1988- presente)
- Rob Schomaker - Baixo (2004- presente)
- Alex Landenburg - Bateria (2008 - presente)
- Marco Wriedt - Guitarra (2007- presente)

### Membros anteriores
- Guido Wehmeyer - guitarra (1998-2006)
- Werner Kleinhaus - Baixo (1988-1993)
- Walter Pietsch - guitarra (1988-1998)
- Markus Gfeller - baixo (1993-1998)
- Richard Michaelski - bateria (1988-2004)
- Kuno Niemeyer - baixo (1988-2004)
- Andrè Hilgers - Bateria (2004- 2008)

## Discografia
Álbuns de estúdio
- Kingdom of the Night (1989)
- Axxis II (1990)
- Access All Areas (1991)
- The Big Thrill (1993)
- Matters of Survival (1995)
- Voodoo Vibes (1997)
- Pure And Rouht (1999)
- Back to the Kingdom (2000)
- Eyes of Darkness (2001)
- Time Machine (2004)
- Paradise in Flames (2006)
- Best of Axxis (2006)
- Doom Of Destiny (2007)
- Utopia (2009)
- Retrolution (2017)

Coletânea e EP
- Collection of Power - EP (2000)